# Fritz Brühl
Fritz Brühl (* 23. März 1909 in Frankfurt am Main; † 29. August 1982 in Köln) war ein deutscher Journalist und Volkswirt. Von 1951 bis 1952 war er Vorsitzender der Bundespressekonferenz. 

## Leben
Brühl studierte von 1928 bis 1932 Volkswirtschaft und Geschichte. Von 1933 bis 1945 war er Redakteur u. a. bei Hannoverscher Kurier, Hannoverscher Anzeiger und der Kölnische Zeitung. Nach dem Zweiten Weltkrieg bekleidete er von 1946 bis 1948 das Amt des Bürgermeisters von Bad Hersfeld. Brühl wechselte zurück zum Journalismus und war von 1948 bis 1949 für Die Neue Zeitung und von 1950 bis 1955 für die Süddeutsche Zeitung tätig. Von 1951 bis 1952 war Brühl Vorsitzender der Bundespressekonferenz. Zusätzlich war er ab 1951 Kommentator beim Hessischen Rundfunk und bis 1955 und Diskussionsleiter des NWDR-Fernsehens. Ab 1955 wurde er Leiter der Hauptabteilung Politik beim WDR und von 1960 bis zu seiner Pensionierung 1974 Hörfunkdirektor.

## Veröffentlichungen
- Der Hörfunk im Zeitalter des Fernsehens, Westdeutscher Rundfunk, 1970
- Hören, was ist das? Westdeutscher Rundfunk, 1968
- Von uns über uns, Pressestelle des Westdeutschen Rundfunks